# Kajkovo
Kajkovo en serbe latin et Kajkovë en albanais (en serbe cyrillique : Кајково) est une localité du Kosovo située dans la commune/municipalité de Leposavić/Leposaviq, district de Mitrovicë/Kosovska Mitrovica. Selon des estimations de 2009 comptabilisées pour le recensement kosovar de 2011, elle compte 197 habitants, dont une majorité de Serbes.

## Géographie
Kajkovo/Kajkovë est situé à 5 km au nord de Leposavić/Leposaviq, sur la rive droite de la rivière Ibar.

## Démographie

### Évolution historique de la population dans la localité
| 1948 | 1953 | 1961 | 1971 | 1981 | 1991 | 2009 |
| ---- | ---- | ---- | ---- | ---- | ---- | ---- |
| 225  | 261  | 261  | 240  | 221  | 208  | 197  |

|  |